# 트와일라잇의 등장인물 목록
다음은 스테프니 메이어의 트와일라잇 소설 시리즈와 영화 시리즈 등장인물 목록이다.

## 주요 등장인물

### 이사벨라 마리 스완
이사벨라  마리 스완(Isabella Marie Swan)은 에드워드 컬렌의 아내이자 르네즈미 찰리 컬렌(Renesmee Carlie Cullen)의 어머니이다.
결혼을 한 후에는 벨라 마리 컬렌(Bella Marie Cullen)으로 개명한다. 처녀자리(엄청나게 예민하다는 뜻)이며 뱀파이어인 남자친구 에드워드(Edward Anthony Masen Cullen)와 친구 제이콥(Jacob Black)사이에서 자신의 감정을 컨트롤하지 못한다. 자존감이 낮은 캐릭터이기에 자신이 가지고 있는 장점에 대해 둔감하다.

### 에드워드 컬렌
에드워드 켈렌(Edward Anthony Masen Cullen)은 심한 1918년 스페인독감에 걸려 죽어가던 중에
주치의였던 칼라일의 도움으로 뱀파이어가 된다.예의바르고 젠틀한 성격.  그가 뱀파이어로서 가진 능력은 사람의 마음을 읽는 것이지만, 이는 여자친구(훗날 부인)인  이사벨라 스완에게는 적용되지 않는다. 그의 인생은 학교에서 이사벨라 스완을 만난 뒤부터 많은 일들을 겪게 된다. 초능력은 다른 사람의 마음을 읽는 것이다.

### 제이콥 블랙
제이콥 블랙(Jacob black)은  
늑대인간이다. 이사벨라 마리 스완(벨라)와는 소꿉친구로서 깊은 유대를 가지고 있고, 또한 벨라를 사랑하며 강압적으로라도 벨라를 쟁취하고 싶어한다. 늑대인간으로서 조상들에서 발생한 늑대인간과 뱀파이어와의 싸움이 있었기 때문에 근처에 거주하고 있는 컬렌(Cullen)가와 얽히는 벨라를 말리며 에드워드와의 연인관계를 부정한다. 초반부터 이클립스까지는 어린아이와같은 모습으로 벨라가 에드워드를 사랑하는 동시에 본인을 사랑한다고 주장하는 등, 자신의 감정을 우기기에 급했지만, 후에는 벨라가 자신을 에드워드와 마찬가지로 사랑한다는 사실을 알게 되고 더욱 그녀의 곁을 떠나지 못한다. 하지만, 에드워드와 벨라의 결혼으로 인해 결혼식장에서 난동을 부리는 등 소란을 피우기도 했다. 하지만, 벨라를 향한 감정을 접지 못한 채, 오직 벨라를 지키기 위해 곁에 머문다. 그 후, 벨라가 르네즈미 켈렌(Renesmee Carlie Cullen)을 낳자 그녀에게 각인된다.

### 칼라일 컬렌
칼라일 컬렌(Carlisle Cullen)은 에스미 컬렌의 남편이며, 에드워드 컬렌, 앨리스 컬렌, 에밋 컬렌, 로잘리 헤일, 재스퍼 헤일의 아버지이다.
17세기 영국 목사의 아들이었던 그는 사람들과 함께 흡혈귀를 쫓다가 뱀파이어에게 상처를 입는 바람에 뱀파이어로 변모했다.(뱀파이어에게 닿은 자신을 사람들이 어떻게 할까 두려워 그는 변하는 과정 동안 쓰레기더미에 숨어 있었다) 
처음 뱀파이어로 변하고 나서는 스스로에 대한 혐오감 때문에 수많은 방법으로 자살을 시도했다. 아주 높은 곳에서 뛰어내리거나 물에 빠지기도 하는 등 인간이라면 이미 몇 번 죽고도 남았지만 그는 멀쩡했고 이후 의사로서 사람들의 생명을 지키며 자신의 존재를 용서한다.

### 에스미 컬렌
에스미 컬렌(Esme Cullen)은 칼라일 컬렌의 아내이며, 에드워드 컬렌, 앨리스 컬렌, 에밋 컬렌, 로잘리 헤일, 재스퍼 헤일의 양어머니이다. 에스미는 1911년에 나무를 오르다가 떨어져서 다리를 부러뜨려서 칼라일에게 치료를 받게 된다. 그리고 찰스 에벤슨을 만나 결혼을 하지만 찰스는 계속 에스미에게 폭력을 휘둘렀다. 그 후 에스미는 임신을 하게 되었다. 하지만 아기가 태어난지 2일만에 죽자 에스미는 절벽에서 몸을 던졌다. 하지만 칼라일 컬렌이 에스미를 발견하고 뱀파이어로 만들었다.

### 앨리스 컬렌
앨리스 컬렌(Alice Cullen)은 칼라일과 에스미 컬렌의 양딸이며, 재스퍼 헤일과는 연인 사이이다.(인간이었을 적의 본명은 '메리 앨리스 브랜든'이었다. 참고로 친여동생의 이름은 '신시아') 그녀는 미래 예지 능력을 가지고 있다. 인간이였을 때 딸의 예지 능력을 두려워한 아버지가 정신병동에 가두어 머리카락이 짧게 잘렸다. (그 후로 뱀파이어가 되어서 머리카락이 더 이상 자라지 않는다.) 그리고 전기충격 요법도 받아 기억을 모조리 잃게 되었다. 정신병동에서 뱀파이어 친구를 만났다. 앨리스는 그에게 제임스가 자신을 향해 오고 있다고 말하고 있었고 정신병동에서 일하고 있던 뱀파이어는 앨리스를 숨겨서 앨리스를 뱀파이어로 만들었다. 뱀파이어로 변하는 과정이 앨리스에게는 전기충격 요법과 같은 증상을 보이게 되어 앨리스는 기억을 모조리 잃었다. 하지만 예지 감각이 더 타고나 져서 자신의 미래의 배우자가 재스퍼 해일이고 자신이 미래에 컬렌 가족이 될 것이라는 것을 알게 되었다. 그러한 예지 능력으로 인해 앨리스는 많은 것을 보았고, 20년간의 기다림 끝에 재스퍼를 만나자마자 맹목적인 사랑에 빠졌다.

### 에밋 컬렌
에밋 컬렌(Emmett Cullen)은 로잘리 헤일의 남편이다. 컬렌(Cullen)가의 위엄있는 집단 내 뱀파이어 중 하나로, 에밋은 칼라일과 에스미 컬렌에 의해 입양되어 뱀파이어가 되었다. 몇몇은 에밋의 육체적 힘을 그의 능력으로 알고 있다. 1935년 어느날, 에밋이 숲에서 길을 잃고 방황할 무렵, 그는 우연히 성난 곰을 맞닥뜨린다. 그는 곰에게 심한 상처를 입게 되었고 그러던 중 같은 지역을 사냥하던 로잘리 헤일에 의해 구해진다. 로잘리는 피에 대한 유혹에 대해 저항하며 그를 수마일 떨어진 칼라일에게로 데려 간다. 로잘리는 옛 친구의 아들이 생각나 칼라일에게 에밋을 뱀파이어로 바꿔줄 것을 요청한다. 그 후, 그는 뱀파이어로서 그의 가족인 칼라일, 에스미, 에드워드, 앨리스, 재스퍼, 그리고 그의 아내이자 천사라고 부르는 로잘리와 함께 행복한 삶을 보내게 되었다.

### 로잘리 헤일
로잘리 헤일(Rosalie Hale)은 칼라일과 에스미 컬렌의 양딸이며, 에밋 컬렌과는 커플 사이이다.
인간이었을 때 로잘리는 예쁜외모로 어디서나 주목을받았다.그녀의 부모는 로잘리에게 모든 것을 해주었으며 로잘리도 자신이 예쁘기 때문에 받는 혜택을 당연하게받아들이게된다.그때 자신의 친구가 결혼해서 남편과 아이를 낳고 행복하게 사는 모습을 굉장히 부러워했으며 약혼한 백작은 왜 자기에게 그렇게안해주나 섭섭해했다. 그렇게 백작에게 사랑을 못받다가 둘은 결혼을 했다.결혼식후 파티에서 백작이 취했을 때 자신의 친구들에게 로잘리를 보였는데 그의 친구들 역시 매우 취해있었으므로 옷으로 몸을 가리고있던 로잘리를 몸을 가리고있다고 빈정대자 백작은 로잘리의 옷을 찢고 머리를 고정하고있던 핀을 잡아당겼고 눈밭인 밖에 쓸모없다고 내던지고 친구들과 가버린다. (로잘리가 과거를 회상하며 벨라에게 이야기하는 장면에서는 적나라하게 표현되지 않았으나, 외전에서 작가의 말에 따르면 성폭행을 당한 것이 맞다고 한다.) 그렇게 죽어가길 기다리던 로잘리른 칼라일 컬렌이 발견하였고 뱀파이어로만든다. 사람을 5명죽였다.아이를 갖지 못하는 것에 굉장히 슬퍼하며 아이에게 집착한다. 에밋과의 만남도 시작이 자신의 친구의 아이와 닮았다는 이유에서였다. (곰에게 공격당해 죽어가던 에밋의 볼에 있던 보조개가 친구의 아이에게 있던 것과 매우 닮았었다고 한다.)

### 재스퍼 헤일
재스퍼 헤일(Jasper Hale)은 칼라일과 에스미 컬렌의 양아들이며, 앨리스 컬렌의 연인이다. 인물의 감정을 조절 하는 능력(기분을 바꾸게 하는 능력)을 가지고 있으며 남북 전쟁이 출전한 고위 군인 출신이다. 뱀파이어들의 전쟁(뭐 사실 지들 땅따먹기) 때 뱀파이어가 되었으므로 신생 뱀파이어들과 그들의 특성에 대해 빠르게 파악할 수 있다. 군대에 입대할 당시에도 나이를 속이고(17살인데 20살이라고 주장했다) 통과하더니 최고로 어린 사령관이 되었다.(입대용 나이로 보나 본인 원래 나이로 보나 상관없이 최연소였다고 한다)

### 르네즈미 칼리 컬렌
르네즈미 칼리 컬렌(Renesmee "Nessie" Carlie Cullen)는 에드워드 컬렌과 이사벨라 마리 스완의 딸이다. 브레이킹 던에서 태어나며 벨라가 인간이었을 당시에 에드워드와 결혼하여 임신하여 직접 낳은 친딸이며 인간이었을 때 낳아졌기 때문에 반 인간 반 뱀파이어의 특성을 가지고 있다. 어머니인 벨라가 인간이었을 적 가지고 있던 초콜릿 색의 눈동자를 쏙 빼닮았다. 어느 정도냐 하면 르네즈미를 처음 본 찰리가 깜짝 놀라며 단번에 자신의 딸(벨라)가 낳은 아이임을 알 수 있었다. 르네즈미 칼리 컬렌은 능력을 가지고 있으며 르네즈미 부(에드워드)의 능력과 반대로 자신의 기억을 직접적인 접촉(아로의 기억을 읽는 능력과 구현 방법 같음)으로 상대방에게 보여줄 수 있다. 이 능력은 쉴드 능력을 가진 벨라에게도 통하기 때문에 사실상 모든 존재에게 능력을 사용할 수 있다고 보아도 무방하다. (아로의 수하인 제인, 다날리 가족의 케이트, 심지어 에드워드조차 능력조차 통하지 않던 벨라였다) 제이콥이 르네즈미를 처음보자마자 '각인'되었기 때문에 일어나는 헤프닝도 있었지만,  태어난지 얼마 안되었음에도 불구하고 '나의 제이콥'이라며 소유권 주장했다. 애칭인 '네시'는 제이콥이 만들어주었는데, 이를 두고 자신의 딸에게 네스호의 괴물의 이름을 애칭으로 붙이 거냐며 벨라가 격분하기도 한다.(결국 벨라도 르네즈미를 네시라고 부르게 된다)

## 뱀파이어

### 볼투리 가
볼투리 가는 매우 강력한 힘을 지닌 가문이며, 실제 가족은 다섯명이다. 아로, 카이우스, 마르쿠스가 주축이되며, 부인 설피시아, 아테노도라가 뒤에 합류하여 총 5명이 되었다. 그들은 뱀파이어 세계의 경찰같은 존재들이며, 매우 무서운 종족이다. 또 가장 숫자가 많은 뱀파이어 집단 이기도 하다. 경호원수는 대략17명을 웃도는 수치이며, 그들이 보통 달고 다니는 경호원은 9명이다.(나머지는 좀 더 유동적이다.)

#### 규칙
그들은 뱀파이어 세계의 규칙을 직접 만들고 시행하는데, 그 규칙은 뱀파이어 세계의 비밀을 유지하고 지킬 것이다. 때문에 뱀파이어들은 인간들에게 자신들의 존재를 들키는 행동하면 안 된다. 만약 어떤 뱀파이어가 대량학살을 저지르거나 해서 자신들의 비밀이 위협받게 될 때엔 즉각 군대를 파견, 비밀을 위협하는 존재를 없앤다.
그러나 아로의 욕심에 의해 이 규칙이 악용된 적도 많다. 볼투리가들은 이규칙을 이용해 자신들과 경쟁상대가 되는 집단을 없애고 거기에 탐나는 능력을 가진 뱀파이어를 빼앗아 자신의 일원으로 만든다.

#### 불멸의 아이
기본적인 규칙은 종족의 비밀을 지키는 규칙이 하나뿐이지만, 거기서 파생된 또다른 금기가 있다. 그 예가 불멸의 아이이다. 불멸의 아이란 뱀파이어에게 물려 뱀파이어가 된 인간의 아이를 말한다. 아주 오래전, 아기를 갖고 싶어한 몇몇 뱀파이어들이 인간의 아이를 데리고 와 뱀파이어로 창조한다. 그들은 매우 아름답고 사랑스러웠다고 한다. 하지만 그들은 자신들의 흡혈욕구를 절제하지 못했다. 더욱이 성장이 불가한지라 교육마저 불가능한 상태였다. 그리고 인간의 피를 빨아먹는 아이를 인간들이 목격하자, 뱀파이어의 정체가 드러날 위험에 처한다. 볼투리가 들은 자신의 본거지에서, 전 세계에서 불멸의 아이들을 조사했다. 그리고 카이우스는 그들이 규칙을 준수 할 수 없다는 결정을 내린다. 그리고 불멸의 아이는 전부 죽음을 당하고 만다. 뱀파이어들은 그들을 지키기 위해 싸웠지만, 결국 철저히 죽어가고 만다. 아메리카 대륙의 경우 남부전쟁 만큼 파괴력이 강하진 않았지만, 그래도 충분히 가공한 파괴력이었다고 칼라일이 말했다. 그리고 불멸의 아이는 절대로 입에 올려선 안 될 금기가 되었다고 한다. 아로는 그 아이들을 길들이고 싶어했지만, 그의 제안은 다수의 제안을 얻지 못했고, 결국 불멸의 아이들은 현재까지도 완전히 뿌리가 뽑혔다.

#### 생활
볼투리 가는 중세 시대에 창조되었으므로, 그들이 사는 곳과 옷차림도 모두 고딕풍의 옷을 입는다. 그들은 본거지인 볼테라를 벗어나는 일이 거의 없지만, 법을 실행해야 하는 경우 몇명의 경호원을 보내 처리하게 한다. 그러나 아로가 특별히 원하는 뱀파이어를 얻으러 가는 경우는 경호원 전체와 가족 모두를 데리고 간다. 그들은 볼테라 지하 아래서 생활하며, 거리로 곧바로 연결되어 있는 입구가 꽤 되는 것으로 묘사된다. (엘리베이터로 내려가는 것도 있다) 그들은 예술과 과학을 매우 중시한다. 식사는 자신들이 볼테라에서 사냥을 금지하는 법을 만들었기 때문에 하이디를 내보내 인간들을 한꺼번에 여러 명 데려와 학살을 한다.

#### 역사

##### 초기
볼투리가는 수천년 전에 만들어졌으며, 아로의 의해 처음 만들어졌다. 그들이 충분히 강해졌을 때, 1500년 전, 뱀파이어 세계의 최강 군단을 가지고 있던 루마니아 파들을 물리치고 뱀파이어 세계의 통치권을 물려받는다. 루마니아 집단은 다시 볼투리가들을 해치우고 권력에 집권하려고 했지만, 볼투리 뱀파이어의 전쟁에서 지고 만다. 몇백년 후, 그들은 뱀파이어 세계를 안정시키기 위해서 비밀을 지키라는 법을 만들고, 불멸의 아이를 만드는 것을 금지 시켰으며, 남부에서 인간들이 많이 몰려있는 곳을 차지하기 위한 뱀파이어 대전쟁을 종결시켰다. 또 늑대인간을 멸종위기로 내모는 등의 일을 했다. (카이우스는 늑대인간과 싸울 때 거의 죽을 뻔 했다고 한다.) 한 때 마르쿠스는 아내 디디메(Didyme)와 같이 볼투리가를 떠날 생각을 했었다. 수장인 아로는 매우 기분나빠했지만 겉으로는 허락하는 척 한다. 나중에 아로는 마르쿠스가 떠나는 것을 막으려고 디디메를 암살한다.그 후 마르쿠스는 삶의 흥미를 잃는다

##### 중기
또 한번은 칼라일이 그들과 잠시 함께 지냈었던 적도 있었다. 볼투리가는 그를 매우 좋아했지만, 그의 인간의 피를 거부하는 식성을 치료해야 한다고 고집을 부렸다고 한다. 또, 아로는 칼라일이 자신들을 떠날 때, 그가 결국에는 미칠 것이라고 생각한다. 이 때 훗날 볼투리 경호원의 중축이 되는 제인과 알렉 쌍둥이 남매가 합류하게 된다. 또 아로의 비밀요원이었던 엘리저도 카르멘을 만나 떠나고 디날리 가와 합류한다.

##### 후기~현재
그 뒤로 그들은 자신들의 본거지인 볼테라를 떠나지 않으면서 조용히 생활해 왔다. 그러다가 에드워드가 벨라가 자살을 한 줄 알고 그들을 찾아와 죽여달라고 부탁한다. 그러나 아로는 실패할 줄 알았던 칼라일이 에드워드, 앨리스같은 능력자를 구성원으로 받아들이고 매우 강하고 큰 집단으로 발달한 것을 알게 되자, 에드워드에게 자신의 경호원으로 남으라고 부탁한다. 하지만 에드워드는 부탁을 거절한다.
이 때 에드워드의 자살 시도를 막으려고 온 앨리스와 벨라가 볼투리 경호원들에게 눈에 띄자, 카이우스는 벨라가 인간인 것을 알아채고 벨라를 죽이거나 뱀파이어로 만들라고 명령한다. 이 때 앨리스는 아로에게 훗날 벨라는 미래에 뱀파이어가 된다는 사실을 알려주고, 그들은 벨라를 뱀파이어로 만든다는 약속을 하고 간신히 벗어나게 된다. 볼투리가는 벨라 일행이 돌아간 뒤 잠깐동안은 벨라 일을 잊고 지낸다. 그러나 미국 북부 지역(시애틀)에서 신생 뱀파이어로 보이는 집단 군대가 난리를 치는 것을 보고, 그 일을 해결할 호위대 4명(알렉, 제인, 펠릭스, 드미트리)을 보낸다. 이 때 아로는 은밀히 제인에게 명령을 내린다. 신생 뱀파이어의 군대가 컬렌 가와 관련이 있다면, 너무 서둘러서 처리하지 말라는 것이다(군대가 컬렌가를 해 할 수 있도록). 제인은 시애틀 주위에서 신생 뱀파이어 군대를 면밀히 살핀다. 그리고 은밀히 그들을 만난다. 그들의 목적이 컬렌가와 관련이 있다는 것을 알게되자, 닷새의 말미를 주고 하루빨리 컬렌가를 공격하라는 명령을 내린다. 하지만 실패로 돌아가자 제인은 황급히 호위대를 이끌고 전투 현장으로 향한다. 그리고 마지막으로 살아남은 유일한 어린뱀파이어 브리(Bree)를 만나고, 그리고 그녀는 컬렌 일가가 군대와 관련된 이야기를 못하게 하기 위해 그녀를 죽인다. 하지만 브리는 자신의 생각을 통해 에드워드에게 이들이 그들을 해치려고 일부러 군대를 나뒀다는 것을 알렸다. 제인은 볼테라로 돌아와 그동안에 일을 보고한 후 카이우스에게 벨라가 아직 인간으로 남아있다는 이야기를 한다. 그래서 카이우스는 벨라가 정말 뱀파이어로 변했는지의 여부를 다시 확인하기 위해 경호대를 꾸린다. 이 장면을 보고 앨리스는 청첩장을 보낸다. 결혼한다는 소식을 알려 시간을 벌 생각이었던 것이다. 아로는 축하 편지를 보내면서 거금의 보석과 함께 '새로운 컬렌 부인을 직접 만나고 싶군요'란 메시지도 적어 보낸다. 벨라는 아직 볼투리가는 경계심을 풀지 않았다고 생각, 그들을 포크스 근처에 못오게 하기 위해 자신이 이탈리아로 갈 계획을 세운다. 하지만 아이리나가 그들에게 화해를 청하기 위해 오던 도중, 르네즈미(Renesmee)를 보고 컬렌가가 불멸의 아이를 만들었다고 생각해 볼투리 가에게 알린다. 하지만 르네즈미는 불멸의 아이가 아닌, 반 뱀파이어였다. 하지만 볼투리 가는 이것을 이용해 경쟁자를 없애고, 자신이 원하던 뱀파이어인 앨리스를 데려올 계획을 세운다. 드디어 그들이 나타났고, 아로는 르네즈미가 반 뱀파이어임을 본 후, 복잡해진 상황에 고민한다. 하지만 카이우스는 어떻게는 그들이 공격을 하게 만들려고 아이리나를 죽인다. 하지만 수포로 돌아가고, 이것저것 전략을 시도해보지만 오히려 자꾸 승부는 원점으로 돌아간다. 이때 앨리스가 나타났다. 앨리스가 마침내 진정한 증인을 찾은 것이다. 나후엘 이었다. 나후엘은 남자 반 뱀파이어로, 그는 자신은 150년동안 살았지만 별로 뱀파이어 세계에 큰 위협을 할만한 행동은 하지 않았다고 한다. 볼투리가는 별수없이 돌아간다.

#### 구성원

##### 아로
아로(Aro)는 볼투리 가의 가장 실질적인 리더이다.
타인과 신체를 접촉하면 그 순간 그 사람이 이전까지 했던 모든 생각과 과거의 기억을 읽어낼 수 있다. 즉, 그와 악수 한 번 하면 머릿속에 있는 모든 정보가 아로에게로 넘어간다는 뜻이다. 하지만 신체 접촉이 반드시 필요하기 때문에 멀리서도 타인의 생각을 들을 수 있는 에드워드의 능력을 부러워한다. 벨라가 인간이었던 시절부터 그의 능력은 그녀에게는 통하지 않았다. 한때 에드워드와 앨리스의 능력에 눈독을 들였으나(벨라까지 포함 세 명에게 여전히 매력을 느끼고 있을 것이라고 예상된다), 회유가 불가능함을 느낀다.

##### 카이우스
카이우스(Caius)
볼투리 가 세 명의 리더 중 하나로서 특이능력은 없지만 가장 공격성이 강하다.

##### 마르쿠스
마르쿠스(Marcus)는 타인들의 관계를 읽을 수 있다. 아내를 잃은 후 삶의 재미를 잃었다.

##### 설피시아
설피시아(Supicia)는 아로의 부인. 아로와 함께 엄청난 권력을 쥐고 있다. 주로 성을 지키는 일만 한다. 특별한 능력은 없다.

##### 아테노도라
아테노도라(Athenodora)는 카이우스의 부인. 특별한 능력은 없다.

##### 디디메
디디메(Didyme)는 마르쿠스의 부인이며, 아로의 여동생이다. 하지만 아로에 의해 죽었다.

#### 경호원
구성원들이 달고 다니는 경호원은 9명이지만, 나머지는 좀더 유동적이다. 그리고 매우 무서운 능력을 갖추고 있다. 경호원들은 보통 인간들 중 신체적, 정신적 능력을 선별해 경호원으로 만드는 것이 대부분이다. 하지만 아로가 다른 집단에 빼앗아온 일원도 일부 있다.

##### 제인
제인(Jane)은 경호원 중 가장 핵심인물. 아로의 신임을 듬뿍 받는다. 어떤 목적으로 호위대 파견 될 때는 항상 그녀가 리더가 된다. 그녀는 살아있을 때 화형으로 죽어서 남에게 고통을 주는 능력을 가졌다. (단지 단 한사람에게만 고통 : Pain 이라 읊으며 고통을 준다) 하지만 이 고통은 정말로 아프게 하는 것이 아니라, 아픈 느낌만 주는 환상으로, 벨라에게는 통하지 않는다(그래서인지 벨라를 싫어한다). 매우 위험한 능력을 지닌 여인이라 경호원내에서도 매우 조심스럽게 대해 자신의 뜻대로 상황이 굴러가지 않으면 화를 내는 등 성미가 매우 급하다. 또, 고통을 주는 것을 즐겨 항상 남에게 고문을 할 때에는 웃는다. 알렉과 쌍둥이이다.

##### 알렉
알렉(Alec)은 제인 다음으로 신임을 받는 경호원. 작품과 영화에서도 제인보다는 덜 언급되지만 사실 볼투리 가에서 가장 강력하다고 볼 수 있다. 그의 능력은 상대에게 꼼짝못하게 오감을 차단 시키는 것인데, 제인과 달리 이 능력은 여러명에게 적용된다. 따라서 전투시 그의 능력이 발휘 되면 저항을 받지 않고 상대를 죽일 수 있다. 능력이 발현되는 형태는 안개이다.(참고로 알렉의 안개가 벨라의 쉴드에 닿았을 때, 벨라는 그것을 치과에서 주는 마취약처럼 감각을 무디게 만드는 달콤함이라고 표현한다) 또 그의 능력은 사형을 시킬 때 고통을 못느끼게 하려고 마취를 시킬때도 쓰인다. 하지만 벨라의 실드에게는 통하지 않는다. 컬렌 가와의 전투시 그의 능력이 통하지 않는데도 계속 침착한 표정을 유지한 것을 보면 제인 보다는 냉정한 성격으로 보인다.

##### 애프턴
애프턴(Afton)은 첼시의 연인으로, 특별한 능력은 없다.

##### 첼시
첼시(Chelsea)는 애프턴의 연인으로, 감정적인 유대에 영향을 발휘 할 수 있다. 상대방의 집단의 유대감을 감정적으로 분리 시켜 쉽게 이길 수 있게 만들고, 볼투리가에 충성하게 만든다. 그녀의 능력은 보통의 집단이라면 부부 관계를 제외하고는 모두 분리시킬 수 있다. 하지만 벨라의 방어막에는 효력이 없다.

##### 코린
코린(Corin)은 특별한 능력이 있는 뱀파이어다.

##### 드미트리
드미트리(Demetri)는 최고의 추적자로, 상대방의 특징적인 자취를 쫓아 타깃의 위치를 정확하게 찾아낸다. 그의 능력은 아주 먼거리에서도 통한다.

##### 펠릭스
펠릭스(Felix)는 특별한 능력이 없다. 능력보다는 뛰어난 전투 능력으로 선발이 된 자이다.

##### 하이디
하이디(Heidi)는 매우 아름다운 미모의 소유자로 상대방이 원하는 것을 알아 챌 수 있는 능력을 가졌다. 볼투리가의 식사거리를 가져오는 임무를 맡고있다.

##### 레나타
레나타(Renata)는 실드로, 고위층을 경호하는 역할을 맡았다. 실드를 펼치면 상대방이 다른 방향으로 가게 하는 힘을 가졌다. 하지만 이 능력은 물리적인 것은 아니며, 몇미터 정도만 펼칠 수 있다. 항상 전투 시 아로 곁을 지킨다. 때로 마르쿠스나 카이우스를 보호하긴 한다.

##### 산티아고
산티아고(Santiago)는 특별한 능력은 없다.

### 방랑자들

#### 제임스
제임스(James)는 방랑자(Nomad)의 일원으로 벨라를 죽이려고 한다. 벨라를 유인하지만 에드워드 컬렌에게 살해당한다. 앨리스가 과거를 기억하지 못하는 것에 대해 이유를 알고 있다. 드미트리와 같이 추적자이다

#### 빅토리아
빅토리아(Victoria) 도망쳐야 하는 순간을 느낄 수 있는 능력을 가진 듯하다.(이 능력으로 수차례 위기에서 벗어난다) 빅토리아는 자신의 짝인 제임스가 에드워드에 의해 죽자, 그 복수로 벨라 스완의 목숨을 노린다. 뉴문에 걸쳐 이클립스까지 벨라의 공포심을 자극하며 잊어버릴 때 쯤에 다시 언급된다. 하지만 결국 에드워드에게 죽임을 당한다.

#### 로렌트
로렌트(Laurent)은
뱀파이어의 능력을 알 수 있다.

### 그 외 뱀파이어
디에고 (Diego) 

#### 브리 태너
브리 태너(Bree Tanner)
원래는 인간이였던 브리 태너는 라일리(빅토리아의 수하)를 통해 뱀파이어가 됐다. 이클립스에서 거의 두세 페이지에만 등장하는 조연이나, 작가의 상상력으로 트와일라잇 외전의 주인공이 된다.

## 늑대인간

### 샘 울리
샘 울리(Sam Uley)
무리의 알파이다. 또래 중 가장 먼저 늑대인간으로 각성했다.(그 때문에 처음 변신했을 때 홀로 어려움을 겪었다고 한다)
원래는 리아 클리어워터와 사귀고 있었으나 늑대인간으로 각성하고 난 뒤 에밀리(리아의 사촌)에게 각인하게 된다. 에밀리에게 열정적으로 구애한 결과 연인이 된다. 변신의 조절이 완벽하지 않았을 때의 실수로 에밀리의 한쪽 얼굴에 큰 흉터를 남겼다.

### 퀼 아테라
퀼 아테라(Quil Ateara)

### 엠브리 콜
엠브리 콜(Embry Call)

### 폴 라호트
폴 라호트(Paul Lahote)

### 제러드 커메론
제레드 카메론(Jared Cameron)

### 리아 클리어워터
리아 클리어워터(Leah Clearwater)
레아 클리어워터는 해리 클리어워터의 딸이자, 세스 클리어워터의 누나이다. 과거 샘이 늑대인간으로 각성하지 않았을 당시 약혼자였다. 그러나 사촌동생인 에밀리에게 애인을 빼앗긴 구도가 되며 제대로 된 설명조차 받지 못한 채 약혼자와 사촌을 동시에 잃는다(심지어 샘이 에밀리에게 열렬히 구애를 시작한 것이다. 에밀리는 처음에 거절했으나 열정적인 샘에게 넘어가버렸다). 게다가 샘에 대한 마음을 정리하지 못해서 늑대인간으로 각성한 후에 굉장히 고통스러워 한다. 다행히 샘의 무리에서 빠져나가 제이콥의 무리가 된다.(뒤늦게 합류한 탓에 동생인 세스보다 낮은 서열 3위가 되었다. 세스가 '이 정도면 출세하지 않았냐'고 물었을 때 '동생보다 서열이 낮은 것은 출세가 아니다'라고 하며 강한 자존심을 보여주었다) 늑대인간으로 각성했을 때부터 폐경이 찾아와 임신을 할 수 없는 몸이 된다. 후에 브레이킹 던에서 제이콥이 로잘리의 욕을 할 때 자신은 로잘리가 왜 아이에게 집착하는지 알 것 같다며 자신이 그녀였어도 같은 행동을 했으리라고 말했다.

### 세스 클리어워터
세스 클리어워터(Seth Clearwater)
해리 클리어워터의 아들이자,리아 클리어워터의 남동생.무리에서 나온 제이콥 블랙을 따라나왔다.컬렌 가에게 편견은 별로 없다. 이클립스에서 벨라가 텐트 안에 있을 때 보초를 서기도 했다. 브레이킹 던에서 제이콥이 네시에게 각인했음을 눈치챈 벨라가 참지 못하고 공격한 순간 갈비뼈를 다치게 된다.

## 인간

### 찰리 스완
찰리 스완(Charlie Swan)은 벨라 스완의 아버지이며, 포크스의 경찰관이다. (벨라가 자신의 균형감각에 문제가 있는 것은 찰리를 닮아서라고 한다.) 르네 드와이어와 사랑에 빠져 도망 결혼을 했다. 벨라를 낳고 한동안 같이 살았으나, 결국 이혼하고 홀로 포크스에 남겨졌다. 부전여전인지 벨라와 성격이 비슷하여 조금 소심한 편이다. 트와일라잇 시리즈에서 매번 벨라와 조금 어색한 대화를 이어나가는데, 그 와중에도 벨라를 걱정하는 마음이 다분히 드러난다.

### 르네 드와이어
르네 드와이어(Renée Dwyer)는 찰리 스완의 아내이지만 이혼하고 야구선수인 필 드와이어와 결혼했다. 항상 다양한 지역을 돌아다니며 다양한 경험을 쌓는 것을 즐긴다.

### 해리 클리어워터
해리 클리어워터(Harry Clearwater)
레아 클리어워터와 세스 클리어워터의 아버지이다. 뉴문 중반부에서 사망했다는 내용이 나오며, 친한 친구였던 찰리는 매우 힘들어 한다.

### 빌리 블랙
빌리 블랙(Billy Black)은 제이콥 블랙의 아버지이다. 컬렌가가 기억했던 마지막 늑대인간인 에프라임 블랙의 손자.

### 타일러 크로울리
타일러 크로울리(Tyler Crowley)는 벨라의 학교 친구이다.빙파에서 미끄러져 차로 벨라를 칠뻔했다.

### 로렌 맬러리
로렌 맬러리(Lauren Mallory)는 벨라의 학교 친구이다. 영화에서는 제시카 스탠리와 합쳐져서 등장한다. 벨라가 전학을 오게 된 시점부터 마지막으로 등장하는 장면까지 대놓고 벨라를 싫어하는 모습을 드러낸다.

### 마이크 뉴튼
마이크 뉴튼(Mike Newton)는 벨라의 학교 친구이다. 벨라 스완을 한 때 좋아했었다.제시카 스탠리의 연인이다.

### 제시카 스탠리
제시카 스탠리(Jessica Stanley)는 벨라의 학교 친구이다.마이클 뉴튼의 여자친구이다.

### 안젤라 웨버
안젤라 웨버(Angela Weber)는 벨라의 학교 친구이다. 평소 조용하고 크게 나서지 않는 편이라 크게 눈에 띠지는 않는다. 또래에 비해 정신적으로 성숙한 편이고 현실을 받아들일 줄 안다. 때문에 눈치 또한 빠른 편이라 벨라가 힘들어하거나 조금이라도 이상한 낌새가 보이면 빠르게 알아챈다.

### 에릭 요키
에릭 요키(Eric Yorkie)는 벨라의 학교 친구이다.

### 에밀리 영
에밀리 영(Emily Young)
샘 울리의 여자친구이다. 샘이 각인된 상대이다. 한쪽 얼굴에 큰 흉터가 있다. 샘 울리가 변신을 능숙하게 조절하지 못했던 시절의 끔찍한 실수로 인한 것이다.

### 수 클리어워터
수 클리어워터(Sue Clearwater) 리아와 세스의 어머니이다.

### J. 젱크스
J. 젱크스(Jason Jenks) 브레이킹 던에서 벨라가 제이콥과 르네즈미의 여권을 마련하는 것에 도움을 주었다. 벨라가 오기 전까지는 제스퍼의 능력으로 공포감을 심어놓았기 때문에 컬렌 가족의 일원이라며 처음 대면한 벨라에게마저 극도로 긴장하고 두려워하는 모습을 보여준다.